# Peter MacArthur
Peter MacArthur (Clifton Park, 20 giugno 1985) è un allenatore di hockey su ghiaccio ed ex hockeista su ghiaccio statunitense.

## Carriera
Dopo gli anni di università, in cui giocò in NCAA con la Boston University, pur non essendo stato selezionato al draft NHL, nel 2008 sottoscrisse un contratto di un anno, poi prorogato anche per la successiva stagione 2009-2010, con i Chicago Blackhawks. Non arrivò mai ad esordire in NHL, venendo girato alle squadre satellite in American Hockey League (Rockford IceHogs) e ECHL (Fresno Falcons).
Terminato l'accordo coi Blackhawks, si accasò per una stagione ai San Antonio Rampage, sempre in AHL, per la stagione 2010-2011, e coi Las Vegas Wranglers in ECHL per la stagione 2011-2012. Nel corso di quest'ultima stagione, raccolse comunque alcune presenze in AHL, con i Peoria Rivermen e i Lake Erie Monsters.
Nel 2012 si è trasferito in Europa: ha militato per due stagioni (2012-2014) in Deutsche Eishockey Liga con gli Augsburger Panther, e successivamente in EBEL con i Vienna Capitals (stagione 2014-2015) e i Graz 99ers, con cui ha disputato la prima parte della stagione 2015-2016 prima di fare ritorno in Nord-America, agli Adirondack Thunder, in ECHL, che lo confermarono poi per la stagione successiva.
Rimase in ECHL anche per la stagione 2017-2018, ma con gli Allen Americans per poi fare ritorno ai Thunder per la stagione successiva.
Rimasto alcuni mesi svincolato, nel novembre 2019 MacArthur è tornato a giocare in Europa, disputando la Alps Hockey League (interrotta anticipatamente a causa della Pandemia di COVID-19) e l'Italian Hockey League - Serie A 2019-2020 con la maglia del Val Pusteria.
Rimasto fermo nella stagione successiva, ha fatto ritorno per la terza volta agli Adirondack Thunder per la stagione 2021-2022. Al termine della stagione, in cui è stato capitano della squadra, ha annunciato il ritiro, per diventarne head coach.